# 40号弗吉尼亚州州道
維吉尼亞州40號公路（Virginia State Highway 40）是為美國維吉尼亞州的重要公路之一，連接Woolwine的維吉尼亞州8號公路和Spring Grove的維吉尼亞州10號公路，是維吉尼亞州境內最長的公路。完成於1933年。